# Elvira II: The Jaws of Cerberus
Elvira II: The Jaws of Cerberus is een videospel voor diverse platforms. Het spel werd uitgebracht in 1991 voor DOS. Een jaar later volgde ook andere platforms.

## Platforms
| jaar | platform                      |
| ---- | ----------------------------- |
| 1991 | DOS                           |
| 1992 | Amiga, Atari ST, Commodore 64 |

## Ontvangst
| Beoordeeld door | Platform | Datum         | Score |
| --------------- | -------- | ------------- | ----- |
| Top Secret      | Amiga    | mei 1992      | 100%  |
| Dragon          | DOS      | april 1992    | 100%  |
| Techtite        | DOS      | 2000          | 100%  |
| Datormagazin    | Amiga    | 9 april 1992  | 90%   |
| Amiga Action    | Amiga    | mei 1992      | 86%   |
| Amiga Joker     | Amiga    | februari 1992 | 86%   |
| Amiga Format    | Amiga    | mei 1992      | 81%   |
| Power Play      | Atari ST | juni 1992     | 72%   |
| CU Amiga        | Amiga    | maart 1992    | 71%   |
| Amiga Power     | Amiga    | mei 1992      | 33%   |